# Spedizione di Tabuk
La spedizione di Tabuk (in arabo غزوة تبوك, Ghazwat Tabūk) ebbe luogo tra il settembre e l'ottobre dell'anno 630 (nel nono anno del calendario islamico).
Alcuni nabatei, spostandosi dalla Persia verso Medina, riferirono all'autorità musulmana i piani dell'imperatore bizantino Eraclio di contrastare la crescente espansione islamica verso il confine tra Hijaz e Siria, in modo da poter tenere sotto controllo l'Arabia. Una possibile campagna militare avrebbe potuto contare sul contributo dei Ghassanidi, che avevano già affrontato vittoriosamente le truppe islamiche a Muʾta, causando così la morte di alcuni importanti esponenti musulmani, fra cui il cugino del Profeta Maometto, Jaʿfar, il figlio adottivo del Profeta Zayd e di Abd Allah ibn Rawaha.
Maometto decise di organizzare una spedizione, nonostante in quel periodo le condizioni climatiche del Hijaz fossero piuttosto sfavorevoli, aggravate da una pesante siccità e dalla conseguente scarsità di acqua e di raccolti. A ciò si sommava il timore che alcuni neofiti dell'Islam nutrivano nei confronti degli alleati dell'Impero bizantino, dopo la pesante sconfitta di Muʾta: un timore che i pagani a Medina cercarono di fomentare, al fine di influenzare negativamente la spedizione, astenendosi quindi dal partecipare alla campagna militare.
Nonostante le condizioni avverse, Maometto riuscì comunque ad organizzare il più grande contingente militare fino ad allora messo in campo. Dopo aver delegato temporaneamente il potere al cugino ʿAlī ibn Abī Ṭālib, e dopo un'impegnativa marcia, i musulmani raggiunsero il confine siriano e si accamparono presso il villaggio di Tabuk, nel settentrione arabico, nel territorio dei cristiani Banu Kalb. Con grande sorpresa, non trovarono nessun contingente ad attenderli, né bizantino, né ghassanide, dimostrando che quelle nabatee erano solo voci senza fondamento.
La spedizione non fu però del tutto inutile. Durante il suo soggiorno a Tabuk, Maometto assoggettò comunque il territorio al suo potere, imponendo alle popolazioni locali il pagamento della jizya, offrendo in cambio protezione.